# Marco Enríquez-Ominami

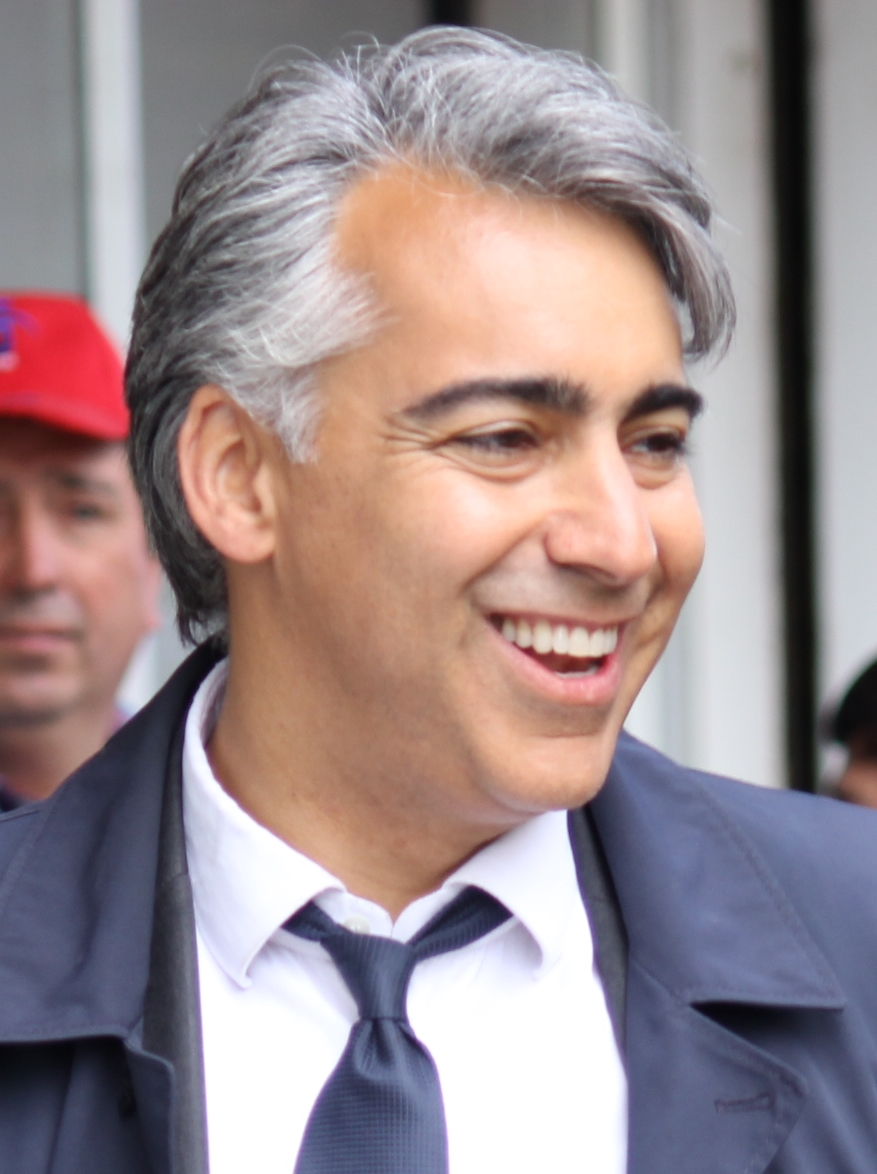
Enríquez-Ominami (2018)

Marco Enríquez-Ominami (* 12. Juni 1973) ist ein chilenisch-französischer Filmemacher und Politiker und Vorsitzender der Progressiven Partei, die er 2010 gründete. Zuvor Mitglied der sozialistischen Partido Socialista de Chile, trat er bei den Präsidentschaftswahlen 2009 als unabhängiger Kandidat und 2013 als Kandidat seiner neuen Partei an, verfehlte jedoch jeweils die Stichwahl.

## Leben
Enríquez-Ominami ist der Sohn von Miguel Enríquez, dem Mitbegründer und Generalsekretär des marxistisch-leninistischen Movimiento de Izquierda Revolucionaria (MIR), der 1974 während der Diktatur Augusto Pinochets in einem Feuergefecht erschossen wurde. Er wuchs im französischen Exil auf und begann seine berufliche Laufbahn als Filmemacher und Medienbeobachter.
Enríquez-Ominami entschied sich für das chilenische Präsidentenamt zu kandidieren, weil ihm die undurchsichtige Postenvergabe in der Concertación missfiel: Obwohl es in den Reihen der Regierungskoalition geeignetere Kandidaten gegeben habe, setzten die Christdemokraten den blassen Eduardo Frei Ruiz-Tagle durch, weil nach zwei sozialistischen Präsidenten die Christdemokraten wieder einmal an der Reihe seien.

Logo der Präsidentschaftskampagne von MEO

Der Filmemacher setzte bei seiner Kandidatur vor allem auf zwei Dinge: Auf sein jugendliches Charisma und eine Medienkampagne um das Phänomen „MEO“, wie er abgekürzt heißt. Er schrieb einen Blog auf seiner Website und kündigte Konzerte zum Ende der Wahlkampagne an. In seinem Programm forderte Enríquez-Ominami unter anderem ein modernes Abtreibungsrecht, die Einführung der Schwulenehe, eine Entmachtung des Präsidenten durch die Etablierung eines Ministerpräsidenten sowie eine Steuerreform zur Finanzierung des desolaten staatlichen Bildungssystems. Enríquez-Ominami wollte sich die Stimmen der Jugendlichen sichern, doch es war von vornherein fraglich, ob ihm dies gelingen könnte, weil nur jeder Fünfte zwischen 18 und 29 Jahren ins Wahlregister eingetragen war.
Bei der ersten Runde der Präsidentschaftswahl am 13. Dezember 2009 erreichte Enríquez-Ominami 20,14 % der Stimmen und landete auf dem dritten Platz. Damit konnte er sich nicht für die Stichwahl im Januar 2010 qualifizieren. Er gab für seine Anhänger keine Wahlempfehlung ab, wollte aber selbst schweren Herzens für Eduardo Frei stimmen. Wesentliche Änderungen seien bei keinem der beiden Kandidaten zu erwarten, so Enríquez-Ominami.
2010 gründete er die Progressive Partei, für die er bei der Präsidentschaftswahl 2013 antrat, die Stichwahl mit rund 11 % der Stimmen jedoch erneut verfehlte.
Im Jahr 2017 produzierte er die Dokumentation „Südamerika - das Scheitern der Linken“. Sie wurde im Februar 2019 bei arte erstausgestrahlt.